# Crkva sv. Martina i salezijanski samostan u Zagrebu
Crkva sv. Martina i salezijanski samostan nalaze se u Vlaškoj ulici 36 u gradskoj četvrti Gornji grad – Medveščak u Zagrebu. Ovaj katolički sakralni kompleks je zaštićeno kulturno dobro Republike Hrvatske.

## Povijest i arhitektura
U drugoj polovici 17. stoljeća, na križanju današnje Vlaške i Palmotićeve ulice, biskup Martin Borković daje sagraditi crkvu sv. Martina na mjestu srednjovjekovnog dominikanskog samostana i samostanske Crkve sv. Nikole.
Početkom 19. stoljeća, graditelj Kristijan Heinrich Vesteburg je za biskupa Vrhovca produžio postojeću jednokatnicu prema zapadu. Tim se radovima crkva sv. Martina ugrađuje u zgradu nekadašnjeg biskupskog sirotišta.1813. godine, oblikovao je klasicističko pročelje prema Vlaškoj.
Godine 1820. izvedena je nova adaptacija, dok je 1827. godine na mjestu hospitala, istočno od kapele, sagrađeno sirotište. Sirotište je osnovao Maksimilijan Vrhovec, a 1895. godine dao ga je obnoviti nadbiskup dr. Juraj Posilović.
Arhitekt Janko Holjac 1906. produžuje crkvu prema jugu te joj dodaje poligonalnu apsidu.
Godine 1977. provedena je opsežna obnova crkve sv. Martina, koja je obuhvaćala i unutarnje i vanjsko uređenje, kao i obnovu pročelja cijele zgrade. Krajem osamdesetih i početkom devedesetih godina temeljito su obnovljeni i crkva i samostanska zgrada na adresi Vlaška 36.
Danas je iz ulice vidljivo samo pročelje crkve s malim biskupskim tornjićem. Arhitektonski elementi pročelja datiraju iz 18. i 19. stoljeća, a u unutrašnjosti se nalazi nadgrobna ploča hrvatskog plemića Radoslava de Gara.

## Galerija
- Prednje pročelje
- Kip na pročelju
- Kip na pročelju
- Unutrašnjost crkve
- Unutrašnjost crkve, apsida
- Skulptura u crkvi